# Preston (Kansas)
Preston – miasto w Stanach Zjednoczonych, w stanie Kansas, w hrabstwie Pratt.